# Kavalan (whisky)
A Kavalan tajvani whiskymárka, melyet a King Car Group tulajdonában lévő Kavalan Lepárlóüzem (噶瑪蘭酒廠, pinjin: Gámǎlán jiǔchǎng, magyaros: Kamalan csiucsang) gyárt, mely Tajvan egyetlen whiskylepárló üzeme. Az üzem Jilan (Yilan) megyében, Jüansan (Yuanshan) településen található.

## Története
Az üzemet 2005 decemberében alapították, első italait 2006 márciusában kezdte készíteni, melyek 2008 decemberében kerültek kereskedelmi forgalomba.
2010 januárjában vált híressé nemzetközileg, amikor egy Skóciában tartott vakkóstolás során skót és angol whiskyk felett aratott győzelmet.
A Kavalan termékei számos díjat kaptak, 2015-ben pedig a márkát a világ legjobb házasítatlan malátawhiskyjének nevezte a World Whiskies Awards.